# 鎮目恭夫
鎮目 恭夫（しずめ やすお、1925年11月27日 - 2011年7月28日）は、日本の物理学者、評論家。
東京市（現新宿区）生まれ。鎮目和夫の弟。1947年東京帝国大学理学部物理学科卒業。科学思想史専攻、科学評論家。特にノーバート・ウィーナーを翻訳・紹介し、また人生論的な評論も執筆する。

## 著書
- 『性科学論』みすず書房 1975
- 『女に育児はまかせられない』実業之日本社・新書 1978
- 『自我と宇宙 わが科学論』みすず書房 1982
- 『ウィーナー 20世紀思想家文庫11』岩波書店 1983
- 『愛と生の倫理学序説 科学時代のエチカ』実業之日本社 1984
- 『科学と読書』みすず書房 1986
- 『心と物と神の関係の科学へ 自我の構造と人間行動の原理 20世紀科学の総合』白揚社 1993
- 『人間にとって自分とは何か』みすず書房 1999
- 『ヒトの言語の特性と科学の限界』みすず書房 2011

### 翻訳
- 生命とは何か 物理学者のみた生細胞 E・シュレーディンガー 岡小天共訳 岩波新書 1951、新版1996ほか、岩波文庫 2008
- 生命の起原 その物理学的基礎 J.D.バナール 山口清三郎共訳 岩波新書 1952
- 自然の進化 時の矢と生物進化 ハロルド・ブラム みすず書房 1953（現代科学叢書）
- サイバネティックスはいかにして生まれたか ノーバート・ウィーナー みすず書房 1956、新版1983
- 歴史における科学 バナール 長野敬共訳 みすず書房 1955-1956。単独改訳1974
- 人間の知識 バートランド・ラッセル みすず書房 全2巻 1960
- オートメーションと社会の発展 S.リリー みすず書房 1957
- ロボット時代 P.E.クリーター 商工出版社 1957
- 現代史における科学 バナール みすず書房 1958
- 戦争のない世界 J.D.バナール 岩波書店 1959
- サイバネティックスへの認識 情報理論とその展望 J.R.ピアーズ 白揚社 1963 「記号・シグナル・ノイズ」白揚社
- 産業革命期の科学者たち J.G.クラウザー 岩波書店 1964
- 科学と神―サイバネティックスと宗教 ノーバート・ウィーナー みすず書房 1965
- 人類と機械の歴史 S.リリー 増補版 伊藤新一、小林秋男共訳 岩波書店 1968
- 宇宙・肉体・悪魔 理性的精神の敵について J.D.バナール みすず書房 1972
- J.B.S.ホールデン この野人科学者の生と死 ロナルド・クラーク 平凡社選書 1972
- アインシュタイン 創造と反骨の人 B.ホフマン、H.ドゥカス 林一共訳 河出書房新社 1974
- 人間の拡張 物理学史講義 J.D.パナール 林一共訳 みすず書房 1976
- 人間機械論 人間の人間的な利用 ウィーナー 池原止戈夫共訳 みすず書房 1979.10
- 人間の現象としての科学 V.F.トゥルチン 林一共訳 岩波現代選書 1979
- 若き科学者へ P.B.メダワー みすず書房 1981
- 宇宙をかき乱すべきか ダイソン自伝 フリーマン・ダイソン ダイヤモンド社 1982、ちくま学芸文庫 上下 2006
- ケミストリーオブラブ 恋愛と脳のメカニズム マイケル・R.リーボウィッツ 産業図書 1983.12
- 男と女の性差 サルと人間の比較 G.ミッチェル 紀伊国屋書店 1983.4
- 神童から俗人へ わが幼時と青春 ウィーナー みすず書房 1983.1
- 多様化世界 生命と技術と政治 フリーマン・ダイソン みすず書房 1990.5
- セカンド・クリエイション 素粒子物理学を創った人々 ロバート・P.クリース、チャールズ・C.マン 林一、小原洋二、岡村浩共訳 早川書房 1991
  - 素粒子物理学をつくった人びと ハヤカワ文庫 上下 2009
- 物理学の探検 野上茂吉郎共訳 G.ガモフ コレクション4 白揚社 1992
- 発明 アイディアをいかに育てるか ノーバート・ウィーナー みすず書房 1994
- ガモフ博士の物理講義 2 物質とエネルギー ジョージ・ガモフ 白揚社 2008